# 李若琳
李若琳（1600年—1651年），字完之，號雍來，順天府上林苑監籍，山東濟南府新城縣人，明末清初政治人物。

## 生平
天啟元年（1621年）辛酉科順天鄉試第八名舉人，二年（1622年）壬戌科三甲第六十四名進士。都察院觀政，改翰林院庶吉士，同年丁憂。服闋，七年（1627年）授檢討，充經筵講官，同年四月在蕃育署為魏忠賢建生祠，崇禎元年（1628年）養病，二年（1629年）京察，削籍為民。
明崇禎十七年（清順治元年，1644年）清軍入關，李若琳與馮銓、孫之獬等，率先剃髮，起為左春坊左庶子，同年升詹事府少詹事，兼國子監祭酒，同年十一月裁撤詹事府，改翰林院侍讀學士，仍兼國子監祭酒。順治二年（1645年）正月奏請更定孔子神牌，恢復元朝制度，稱“大成至聖文宣王”，下禮部議，定稱“大成至聖先師”。同年遷禮部左侍郎，五年（1648年）升禮部尚書，六年（1649年）加太子太保，七年（1650年）十二月多爾袞逝世，八年（1651年）順治帝開始審定各部漢官，大學士馮銓被勒令致仕，李若琳因與馮銓“交結親密，朋比為奸”，削籍為民，永不敘用，同年卒。

## 事跡
清朝入關以來，漢官逐漸形成南北二黨。北黨以馮銓為首。順治二年（1645年）八月，給事中許作梅、莊憲祖、杜立德、御史王守履、桑芸、李森先、羅國士、鄧胤槐、吳達等交章論劾時任弘文院大學士馮銓、禮部左侍郎孫之獬、禮部左侍郎李若琳，稱馮銓為魏忠賢黨羽，李若琳是馮銓黨羽，“庸懦無行”。攝政王多爾袞在重華殿斥責科道各官仍不改明末黨同伐異陋習，並讚賞馮銓、孫之獬、李若琳率先剃髮之事。

## 家族
曾祖李議；祖父李鎮寧，贈武略將軍；父李世政，錦衣衛理刑千戶。